# Monsonia praemorsa
Monsonia praemorsa là một loài thực vật có hoa trong họ Mỏ hạc. Loài này được E. Mey. Ex Knuth mô tả khoa học đầu tiên.

## Hình ảnh

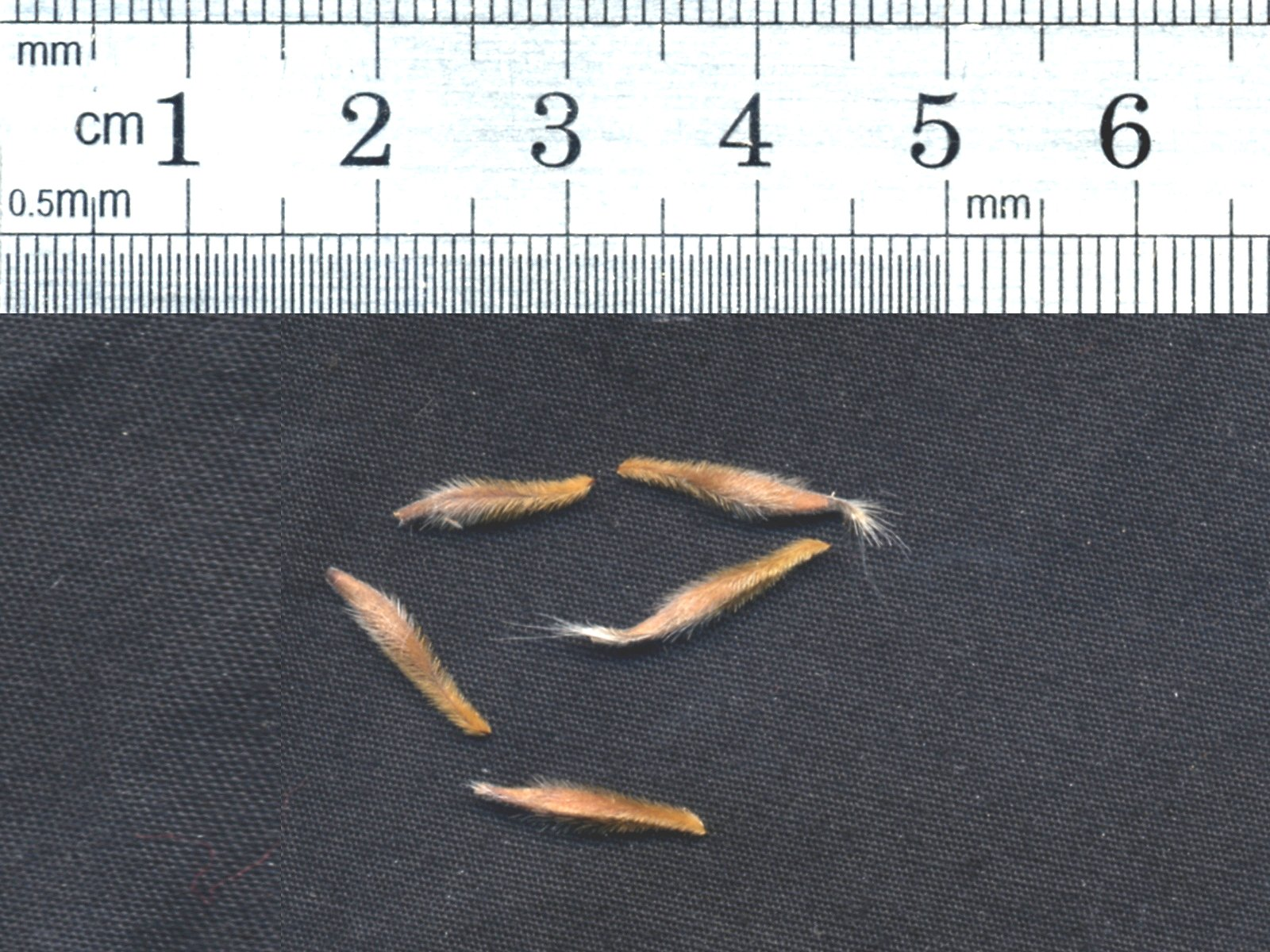